# Pacte de la Péronne
El Pacte de la Péronne fou el document d'aliança signat al castell de Péronne pel rei francès Lluís XIII amb les institucions catalanes el 19 de setembre de 1641, on es reconeixia finalment el rei de França com a comte de Barcelona, i aquest respectava les constitucions, el pactisme i els compromisos de França per l'ordenament institucional i legislatiu del Principat i els Comtats, especificant que no es tractava d'una annexió a França, doncs les dues corones restaven ben separades.
Durant la Guerra dels Segadors, l'avanç de les tropes castellanes després de la batalla de Cambrils i la presa de Tarragona feu que la Junta de Braços cedís a les pressions franceses i proclamés Lluís XIII comte de Barcelona el 23 de gener de 1641, tres dies abans de la batalla de Montjuïc.
La Junta de Braços va preparar el document que volia assegurar que el suport demanat a França contra Felip IV no representaria una disminució dels drets i de les constitucions catalanes.
En 14 punts es recollien:
- l'observància de les constitucions
- la catalanitat dels prelats i de les capitanies de les fortaleses
- limitar la inquisició a temes de fe
- l'observànça del Concili de Trent
- l'aprovació parlamentària de la política fiscal
- respectar els privilegis de Barcelona i els Capítols de Cort
- tenir lloctinents amb els mateixos poders que els del rei catòlic
- respectar els drets polítics de les poblacions sota l'enemic
- no separar mai els comtats de Rosselló i Cerdanya del Principat de Catalunya
- el jurament reial d'una Constitució de l'Observança reformada

A més incloïa algunes reformes que feia anys que els catalans anhelaven i que les frustrades Corts de 1626 i 1632 no havien pogut solucionar: l'abolició del quint, limitar la inquisició, ...
Aquest acord va comportar el nomenament de Lluís XIII com a comte de Barcelona, el nomenament del germà polític del Cardenal Richelieu, Urbain de Maillé, marquès de Brézé, com a lloctinent de Catalunya jurant les constitucions el 30 de desembre de 1641.
El contingut d'aquest tractat va ser ratificat per França fins a vuit vegades entre 1641 i 1658. Amb tot, el Tractat dels Pirineus de 1659 ho anul·lava de facto i, entre altres efectes, traspassava els comtats de Rosselló i Cerdanya a França, tot i haver estat específicament blindada la unitat territorial amb el rei Lluís XIII.